# NGC 3294
NGC 3294 (również PGC 31428 lub UGC 5753) – galaktyka spiralna (Sc), znajdująca się w gwiazdozbiorze Małego Lwa. Odkrył ją William Herschel 17 marca 1787 roku.
W galaktyce tej zaobserwowano supernowe SN 1990H i SN 1992G.